# カステル・ディ・ユーディカ
カステル・ディ・ユーディカ（イタリア語: Castel di Iudica）は、イタリア共和国シチリア州カターニア県にある、人口約4,500人の基礎自治体（コムーネ）。

## 地理

### 位置・広がり
カターニア県のコムーネ。県都カターニアから西へ38kmの距離にある。

#### 隣接コムーネ
隣接するコムーネは以下の通り。括弧内のENはエンナ県所属を示す。
- アジーラ (EN)
- カテナヌオーヴァ (EN)
- チェントゥーリペ (EN)
- パテルノー
- ラマッカ

## 行政

### 分離集落
カステル・ディ・ユーディカには、以下の分離集落（フラツィオーネ）がある。
- Borgo Franchetto, Carrubbo, Cinquegrana, Giumarra